# Oecetis uyulala
Oecetis uyulala är en nattsländeart som beskrevs av Malicky och Lounaci 1987. Oecetis uyulala ingår i släktet Oecetis och familjen långhornssländor. Inga underarter finns listade i Catalogue of Life.